# Cafe & Bar Celona

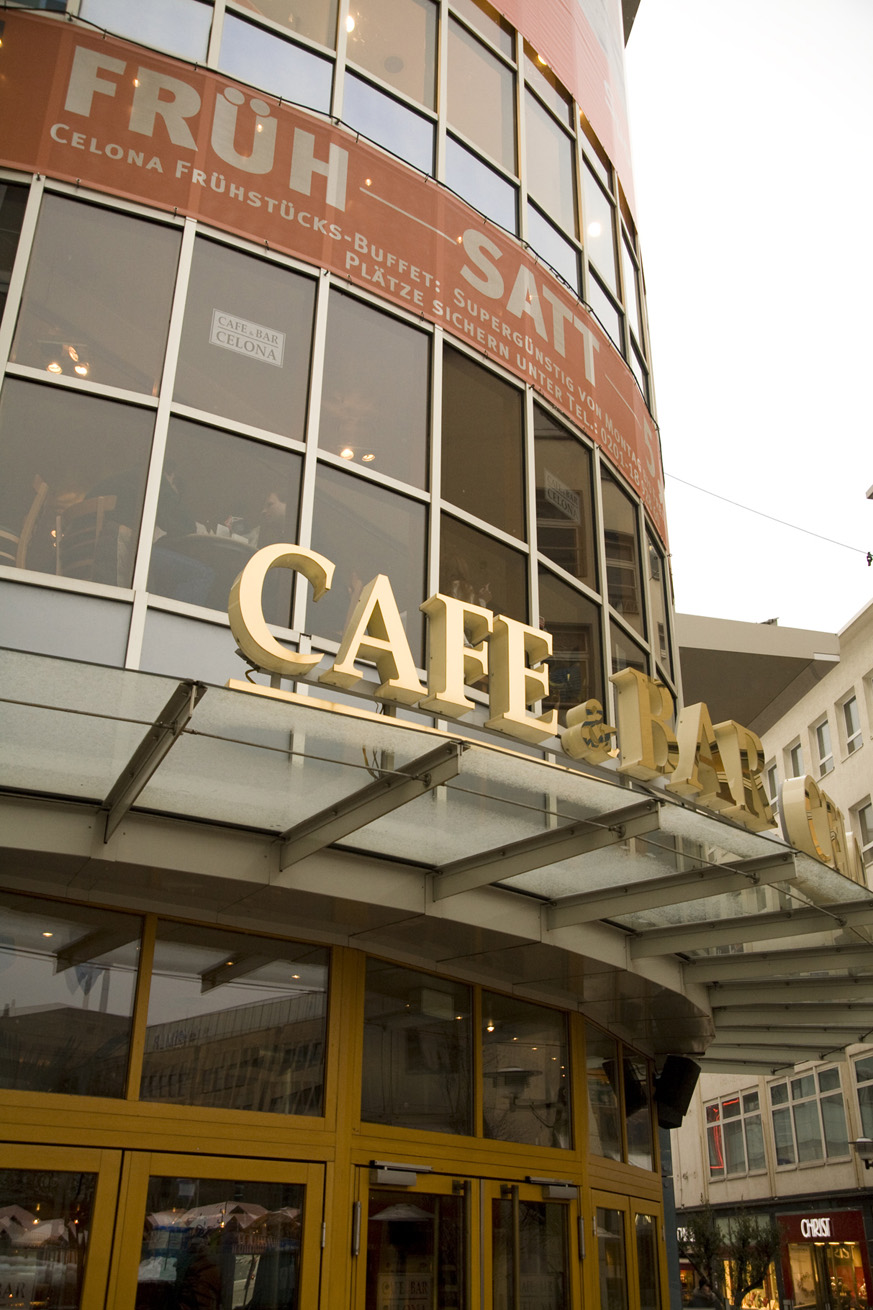
Cafe & Bar Celona in Essen

Die Celona Gastro GmbH (Marken: Cafe & Bar Celona und Finca & Bar Celona) ist ein deutsches Unternehmen der Systemgastronomie. Derzeit gibt es 31 Betriebe (24 Cafe & Bar Celona und sieben Finca & Bar Celona) sowie Beteiligungen an anderen Systemgastronomie-Unternehmen wie z. B. Woyton.

## Geschichte
Im Mai 2000 eröffnete das erste Cafe & Bar Celona in Hannover. Ein zweiter Betrieb entstand Ende des Jahres in Osnabrück. In den Folgejahren entstanden weitere Betriebe.
Neben einem zweiten Standort in Hannover eröffnete 2007 mit der Finca & Bar Celona das Tochterkonzept von Celona direkt an der Pegnitz in Nürnberg seine erste Filiale.
Im Dezember 2014 eröffnete der erste Betrieb außerhalb Deutschlands in Enschede, Niederlande.
Zur Kommunikationsförderung und Klärung der Frage, ob Gäste gesiezt oder geduzt werden möchten, legte Cafe & Bar Celona deutschlandweit ab Januar 2015 für drei Monate den „Du-Sie-Würfel“ auf den Tisch. Mit diesem Würfel konnte der Gast anzeigen, ob er vom Personal gesiezt oder geduzt werden möchte.
Im Jahr 2016 eröffnete das 30. Celona in Göttingen.

## Konzept
Das Ganztagskonzept soll mediterrane Einflüsse in Küche, Getränkeauswahl, Einrichtung und Atmosphäre widerspiegeln. Neben der normalen Speisekarte gibt es Frühstücksbuffets, ein Mittagsbuffet bzw. einen Mittagstisch, eine Kuchenauswahl, Tapas sowie Kaffeespezialitäten, Eis und Cocktails. Je nach Standort kann das Angebot leicht variieren.
Die Betriebe finden sich in Städten ab 50.000 Einwohnern und haben mindestens 200 m² Gastraum.

## Unternehmensstruktur
An der Celona Gastro GmbH sind beteiligt: Johannes Hoyer und Irmin Burdekat (beide Gründer der Alex-Gastro), die Krombacher-Brauereigruppe und die Cafe-Extrablatt-Gruppe.
Außerdem betreibt die GmbH die Restaurant-Kette MA, mit Betrieben in Bremen, Oldenburg und Essen, sowie die in Oldenburg vertretene Systemgastronomie Papa Rossi.